# La Garde-Freinet
Pour les articles homonymes, voir Lagarde et Freinet.
La Garde-Freinet est une commune française située dans le département du Var en région Provence-Alpes-Côte d'Azur.

## Géographie

### Localisation
La Garde-Freinet est l'une des douze communes composant la  communauté de communes du golfe de Saint-Tropez.
Le village est situé par la route à 20 km de Saint-Tropez, 35 km de Draguignan et 70 km de Toulon.

### Communes limitrophes
Les communes limitrophes sont  Collobrières, Grimaud, Le Cannet-des-Maures, Le Plan-de-la-Tour, Les Mayons et Vidauban.
|                                  | Vidauban         |                    |
| Le Cannet-des-Maures, Les Mayons | La Garde-Freinet | Le Plan-de-la-Tour |
| Collobrières                     | Grimaud          |                    |

### Géologie et relief
Installée sur les reliefs du massif des Maures, la position de sentinelle du village au col lui valut l’appellation de « garde » d’où le nom de La Garde-Freinet. Ce village est le plus élevé du massif des Maures.

### Voies de communications et transports

#### Voies routières
Départementale 558 Le Cannet-des-Maures - Grimaud.

#### Transports en commun
- Transport en Provence-Alpes-Côte d'Azur

Commune desservie par le réseau régional de transports en commun Zou ! (ex Varlib). Les collectivités territoriales ont en effet mis en œuvre un « service de transports à la demande » (TAD), réseau régional Zou !.

#### Lignes SNCF
- Les gares les plus proches sont : la gare des Arcs - Draguignan, la gare de Saint-Raphaël-Valescure et la gare d'Hyères.

#### Transports aériens
Les aéroports les plus proches sont :
- Aéroport de Marseille Provence,
- Aéroport de Toulon-Hyères,
- Aéroport de Nice-Côte d'Azur.

#### Ports
- Ports en Provence-Alpes-Côte d'Azur :
  - Rade de Toulon,
  - Port Lympia (port de Nice),
  - Port de Marseille,
  - Port Hercule (Port de Monaco).

### Climat
Pour des articles plus généraux, voir Climat de Provence-Alpes-Côte d'Azur et Climat du Var.
En 2010, le climat de la commune est de type climat méditerranéen franc, selon une étude du Centre national de la recherche scientifique s'appuyant sur une série de données couvrant la période 1971-2000. En 2020, Météo-France publie une typologie des climats de la France métropolitaine dans laquelle la commune est exposée à un climat méditerranéen et est dans la région climatique  Var, Alpes-Maritimes, caractérisée par une pluviométrie abondante en automne et en hiver (250 à 300 mm en automne), un très bon ensoleillement en été (fraction d’insolation > 75 %), un hiver doux (8 °C) et peu de brouillards.
Pour la période 1971-2000, la température annuelle moyenne est de 13,5 °C, avec une amplitude thermique annuelle de 15 °C. Le cumul annuel moyen de précipitations est de 950 mm, avec 6,4 jours de précipitations en janvier et 2 jours en juillet. Pour la période 1991-2020, la température moyenne annuelle observée sur la station météorologique de Météo-France la plus proche, « Cogolin_sapc », sur la commune de Cogolin à 9 km à vol d'oiseau, est de 15,6 °C et le cumul annuel moyen de précipitations est de 958,0 mm. 
La température maximale relevée sur cette station est de 42 °C, atteinte le 22 août 2023 ; la température minimale est de −9,5 °C, atteinte le 30 décembre 2005,,.
Les paramètres climatiques de la commune ont été estimés pour le milieu du siècle (2041-2070) selon différents scénarios d'émission de gaz à effet de serre à partir des nouvelles projections climatiques de référence DRIAS-2020. Ils sont consultables sur un site dédié publié par Météo-France en novembre 2022.

### Sismicité
- La commune est classée en zone de sismicité faible[11].

### Hydrographie et eaux souterraines
Cours d'eau sur la commune ou à son aval, :
- La Garde (rivière).
- vallons des Bertrands, de Belleïman, de Sartouresse, de Vanadal, de Basset, du Débat, des Migraniers, du Cros d'Aillé, de Réoulet, de la Tourre, de Val Daubert,
- ruisseaux de Fenouils, des Mourgues, de Règue Courte, de la Berthe, de Langastoua, de Val de Gilly, de Gagnal, de Brugassier, de Pignegut, du Pas de Sept Hommes, de Pedeban, d'Emponse, d'Infernon.
- val d'Arnaud.

## Urbanisme
La commune dispose d'un plan local d'urbanisme (PLU), et d'un Plan de prévention du risque inondation (PPRI).
La Communauté de communes du Golfe de Saint-Tropez a lancé en 2014 une démarche de révision du Schéma de cohérence territoriale (SCOT) terrestre en l’assortissant de l’élaboration d’un volet littoral et maritime (VLM).

### Typologie
Au 1er janvier 2024, La Garde-Freinet est catégorisée commune rurale à habitat dispersé, selon la nouvelle grille communale de densité à sept niveaux définie par l'Insee en 2022.
Elle est située hors unité urbaine et hors attraction des villes,.

### Occupation des sols
Le tableau ci-dessous présente l'occupation des sols de la commune en 2018, telle qu'elle ressort de la base de données européenne d’occupation biophysique des sols Corine Land Cover (CLC).
| Type d’occupation                                                                   | Pourcentage | Superficie (en hectares) |
| ----------------------------------------------------------------------------------- | ----------- | ------------------------ |
| Tissu urbain discontinu                                                             | 1,5 %       | 114                      |
| Vignobles                                                                           | 4,4 %       | 337                      |
| Systèmes culturaux et parcellaires complexes                                        | 1,6 %       | 125                      |
| Surfaces essentiellement agricoles interrompues par des espaces naturels importants | 4,5 %       | 348                      |
| Forêts de feuillus                                                                  | 29,3 %      | 2247                     |
| Forêts de conifères                                                                 | 1,0 %       | 78                       |
| Forêts mélangées                                                                    | 7,4 %       | 564                      |
| Végétation sclérophylle                                                             | 49,1 %      | 3761                     |
| Forêt et végétation arbustive en mutation                                           | 1,2 %       | 92                       |
| Source : Corine Land Cover                                                          |             |                          |

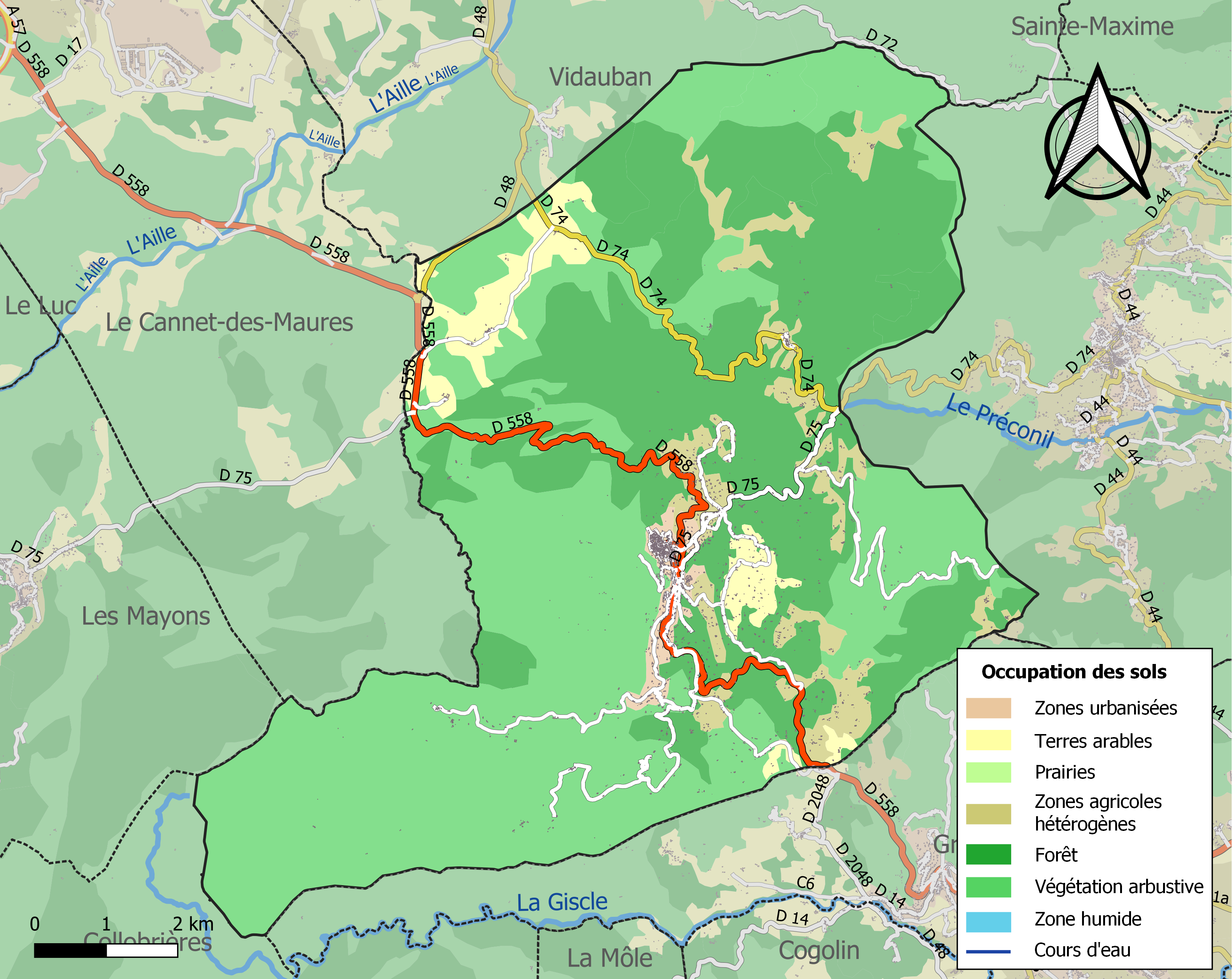
Carte des infrastructures et de l'occupation des sols de la commune en 2018 (CLC).

L'occupation des sols montre une nette prédominance de la végétation arbustive et/ou herbacée (50,3 %) sur la forêt (37,7 %) et sur les territoires agricoles (10,5 %) ainsi qu'une faible urbanisation du territoire.

## Toponymie
La Garde-Freinet s'écrit La Gàrdi provençal classique ou La Gàrdi (mais aussi La Gardo-Freinet) selon la norme mistralienne. La prononciation est la même puisque le -a final du féminin est muet après un -i dans les dialectes maritimes et rhodaniens, raison pour laquelle Joseph Roumanille n'a pas voulu réintégrer cette lettre dans son écriture phonétique.
Freinet, du latin fraxinetum, « bois de frêne ».

## Héraldique

D'or, à un frêne arraché de sinople.

L'armorial et le blason de La Garde-Freinet.

## Histoire
IXe siècle : En 889, un raid arabe s'empare de La Garde-Frainet et leur « garnison durant près d'un siècle soumet les populations voisines à des razzias continuelles et menace les routes qui, à travers les cols des Alpes, vont de France en Italie ». Ce lieu est aussi évoqué sous d'autres patronymes dont celui de Fraxinet ou Fraxinetum. Les Arabes lui donne le nom Jabal al-Qilal, « montagne des jarres », car ils y auraient trouvé les restes d’une industrie gallo-romaine.

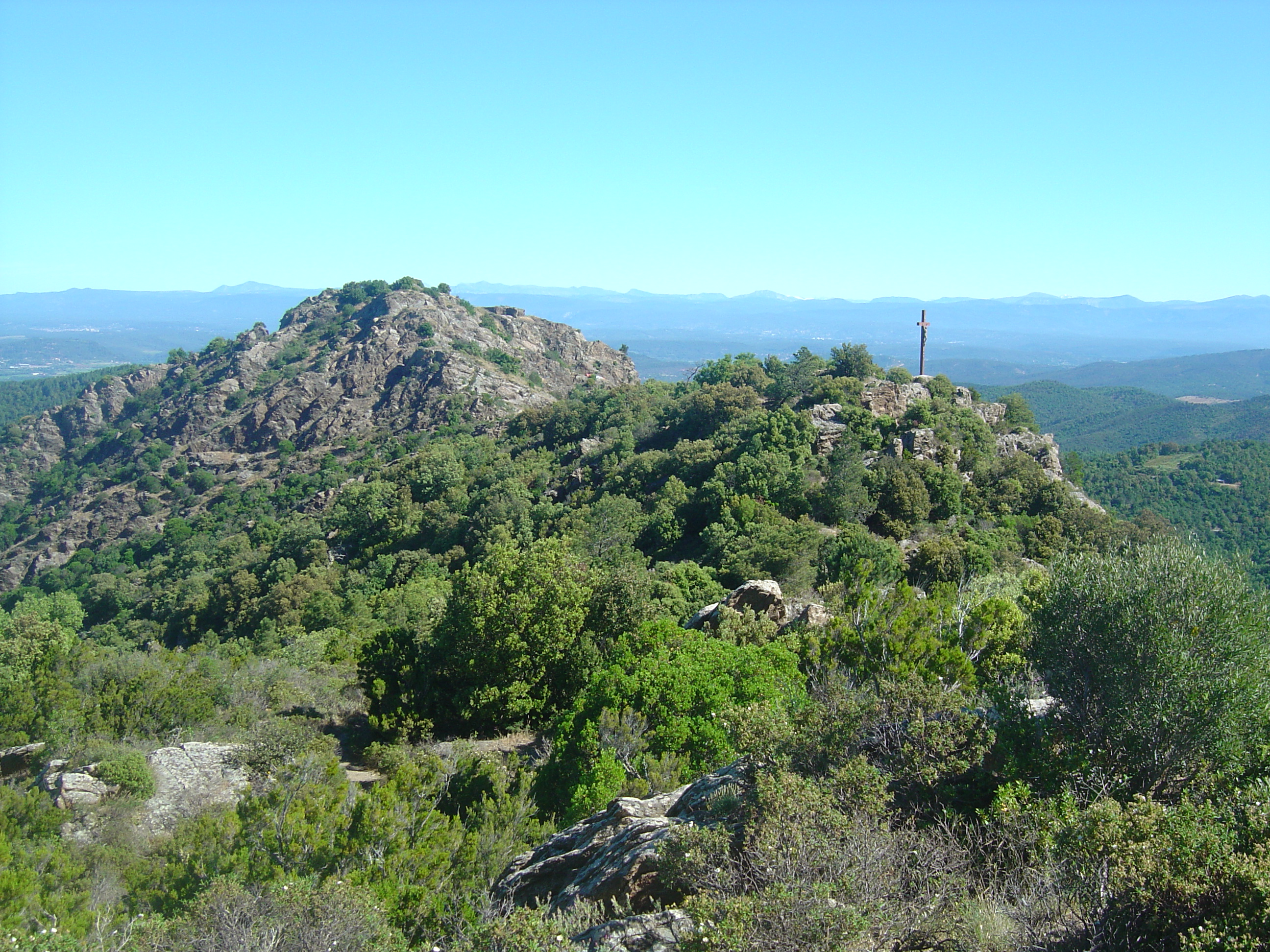
Fort Freinet et la Croix des Maures.

L'histoire rapporte que c'est le comte de Provence Guillaume Ier dit le Libérateur qui chasse les Sarrasins en 973 après sa victoire à la bataille de Tourtour après 80 années de présence sarrasine au nord des Pyrénées.
Philippe Sénac, en s’appuyant sur les sources arabes et les données de l’archéologie, montre combien le Fraxinet, ne constituait pas un simple repaire de brigands mais un emplacement stratégique pour les musulmans qui semblaient vouloir « entraver les relations entre les cités marchandes italiennes et le reste de la chrétienté méridionale ». Toujours selon Philippe Sénac il n'est pas « du tout exclu que le Fraxinet ait été le théâtre d'une symbiose communautaire, ce qui tendrait à expliquer sa longévité ».
XIIe siècle : à 450 m d'altitude, on découvre le fort Freinet (XIIe au XVIe siècle) et les vestiges d'un ancien village fortifié du Moyen Âge, constitué d'une trentaine d'habitations taillées dans la roche. Ils dominent le massif forestier des Maures sur la voie reliant la vallée de l'Argens et le golfe de Saint-Tropez. Ce fort stratégique, classé monument historique, servait à contrôler le passage entre la vallée du Vidauban et le golfe de Grimaud. Une grande fosse servait de réservoir d'eau. Il s'étend sur 120 m2 et est composé de cinq vastes pièces. La rue principale le sépare du reste du village constitué des maisons troglodytes.
XIIIe siècle : les habitants s'installent sur le col de la Garde. Le bourg devient : « La Garde du Freinet ». Un Rostagni (?-v.1341) était connu pour être seigneur de Châteaudouble (1324) et de La Garde-Freinet (1327). Il reçut donation de l'albergue de ces deux villages.
XIXe siècle : l'industrie du bouchon se développe avec près de 700 bouchonniers grâce à la forêt de chênes lièges. À cette époque, la production de marrons et de magnan (ver à soie) est également bien développée.
Dans le livre " La Fortune des Rougon Macquart " Emile Zola a donné le nom de La Palud à La Garde Freinet et s'est inspiré pour son dernier tome " le docteur Pascal" d'un médecin philanthrope du village le docteur Martel beau-frère du maire Jacques Mathieu destitué par le préfet Haussmann
En 1900, l'abbé Mathieu dresse la croix des Maures (altitude 437 m), restaurée en 1978. Le Christ pesait 175 kg.

## Politique et administration
| Période       | Période      | Identité              | Étiquette | Qualité   |
| ------------- | ------------ | --------------------- | --------- | --------- |
|               |              |                       |           |           |
| mars 2001     | mars 2008    | André Werpin          |           |           |
| mars 2008     | octobre 2009 | Jean-Claude Deletang  |           | démission |
| novembre 2009 | en cours     | Jean-Jacques Courchet |           |           |

### Budget et fiscalité 2021
En 2021, le budget de la commune était constitué ainsi :
- total des produits de fonctionnement : 2 705 000 €, soit 1 417 € par habitant ;
- total des charges de fonctionnement : 2 048 000 €, soit 1 073 € par habitant ;
- total des ressources d’investissement : 794 000 €, soit 416 € par habitant ;
- total des emplois d’investissement : 1 537 000 €, soit 805 € par habitant.
- endettement : 519 000 €, soit 272 € par habitant.

Avec les taux de fiscalité suivants :
- taxe d’habitation : 20,05 % ;
- taxe foncière sur les propriétés bâties : 28,53 % ;
- taxe foncière sur les propriétés non bâties : 67,47 % ;
- taxe additionnelle à la taxe foncière sur les propriétés non bâties : 0,00 % ;
- cotisation foncière des entreprises : 0,00 %.

Chiffres clés Revenus et pauvreté des ménages en 2020 : Médiane en 2020 du revenu disponible, par unité de consommation : 19 010 €.

## Population et société

### Démographie
Frédéric Mistral a confirmé que le nom du village était "La Gardi", vocable relevé dans un document datant de 1143.
Les habitants se nomment :
1. appellation usuelle :  d’après Frédéric Mistral les habitants se nomment les Gardois et les Gardoises ou Gardiòu et Gardiolo en provençal. Il confirme qu'en dialecte provençal varois, ils s'appelaient Garduou et Garduelo.
2. L'appellation Fraxinois ou Fraxinetains n'est absolument pas fondée historiquement.

L'évolution du nombre d'habitants est connue à travers les recensements de la population effectués dans la commune depuis 1793. Pour les communes de moins de 10 000 habitants, une enquête de recensement portant sur toute la population est réalisée tous les cinq ans, les populations de référence des années intermédiaires étant quant à elles estimées par interpolation ou extrapolation. Pour la commune, le premier recensement exhaustif entrant dans le cadre du nouveau dispositif a été réalisé en 2005.

En 2022, la commune comptait 1 848 habitants, en évolution de −1,81 % par rapport à 2016 (Var : +4,98 %, France hors Mayotte : +2,11 %).
| 1793  | 1800  | 1806  | 1821  | 1831  | 1836  | 1841  | 1846  | 1851  |
| ----- | ----- | ----- | ----- | ----- | ----- | ----- | ----- | ----- |
| 1 505 | 1 841 | 1 797 | 1 969 | 2 112 | 2 348 | 2 386 | 2 433 | 2 573 |

| 1856  | 1861  | 1866  | 1872  | 1876  | 1881  | 1886  | 1891  | 1896  |
| ----- | ----- | ----- | ----- | ----- | ----- | ----- | ----- | ----- |
| 2 589 | 2 595 | 2 649 | 2 687 | 2 651 | 2 515 | 2 331 | 2 092 | 1 872 |

| 1901  | 1906  | 1911  | 1921  | 1926  | 1931  | 1936  | 1946  | 1954  |
| ----- | ----- | ----- | ----- | ----- | ----- | ----- | ----- | ----- |
| 1 569 | 1 781 | 1 770 | 1 435 | 1 190 | 1 204 | 1 132 | 1 015 | 1 028 |

| 1962  | 1968  | 1975  | 1982  | 1990  | 1999  | 2005  | 2006  | 2010  |
| ----- | ----- | ----- | ----- | ----- | ----- | ----- | ----- | ----- |
| 1 134 | 1 332 | 1 241 | 1 402 | 1 465 | 1 619 | 1 734 | 1 771 | 1 746 |

| 2015  | 2020  | 2022  | - | - | - | - | - | - |
| ----- | ----- | ----- | - | - | - | - | - | - |
| 1 878 | 1 827 | 1 848 | - | - | - | - | - | - |

### Enseignement
La commune est située dans l'académie de Nice
- École maternelle et élémentaire[42].

Les établissements scolaires les plus proches :
- Collèges à Cogolin,
- Lycées à Gassin, Draguignan, Le Muy, Lorgues.

### Santé
Professionnels de santé sur la commune : Médecin, pharmacie, dentiste, kinésithérapeute, cabinet d'infirmiers.

### Cultes
Culte catholique, paroisse La Garde Freinet, secteur : Saint Tropez. Diocèse de Fréjus-Toulon,

### Loisirs

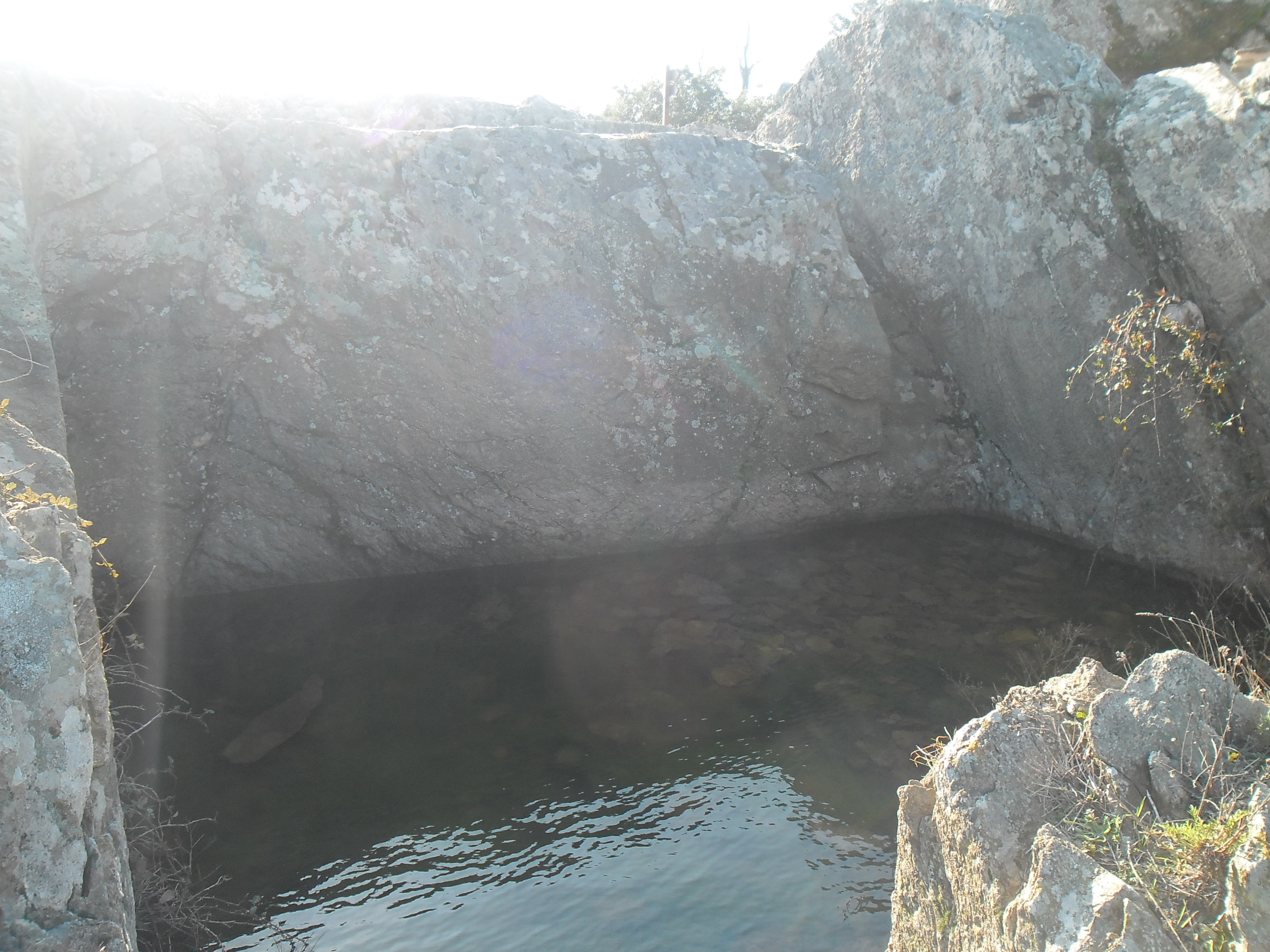
Réservoir d'eau de Fort Freinet taillé dans la roche.

De nombreuses promenades sont proposées :
- La croix des Maures : balade de 40 min à travers un sentier botanique avant d'arriver à la croix. On a une vue superbe du village, des Alpes du Sud, du massif des Maures, du rocher de Roquebrune-sur-Argens, du golfe de Saint-Tropez et parfois de la montagne Sainte-Victoire ;
- Visite guidée du fort et de son histoire pendant 45 min ;
- Le chemin des crêtes : balade d'1 h 15 en passant par la croix et le fort.

La commune dispose d’un panorama sur le Massif des Maures et jusqu'à la Méditerranée, avec forêts de chênes-lièges et de châtaigniers. Dans les campagnes, poussent une végétation de maquis, adaptée au climat de la Provence (ciste de Montpellier, lavande, immortelles, genêts épineux...).
Il y a également plusieurs fêtes tout au long de l'année : foire aux santons avant Noël, fête de la transhumance au printemps, foires de la châtaigne en octobre.

### Événements
Le 1er septembre 2003, La Garde-Freinet est endeuillée par la mort de trois sapeurs-pompiers du centre de secours principal de La Seyne-sur-Mer, sur la D 14 commune de la Môle, lors d'un feu de forêt provenant de La Garde-Freinet.
Le 15 août 2006, La Garde-Freinet est de nouveau endeuillée par un accident de camion de pompiers sur la D 558, avec la mort de trois pompiers du centre de secours de Puget-Ville.

## Économie

### Entreprises et commerces

#### Agriculture
- Culture de la vigne.
- Élevages d'ovins et de caprins.
- Élevage de chevaux et d'autres équidés.
- Exploitation forestière.

#### Tourisme
- La commune dispose de 3 hôtels, d'un camping et de chambres d'hôtes[49].

#### Commerces
- La commune dispose de 15 restaurants et 3 cafés[50].

## Culture locale et patrimoine

### Lieux et monuments
Patrimoine religieux :
- La chapelle Saint-Jean[51], face à la mairie a été achetée par la commune afin de proposer un centre culturel rayonnant sur toute la région. L'office de tourisme s'est implanté dans le bâtiment.
- La cloche de 1680 de la chapelle Notre-Dame de la Moure (de-Bonne-Garde)[52],[53].
- La chapelle Saint-Éloi[54].
- La Chapelle Saint-Clément[55].
- Chapelle Notre Dame de Miremer[56].
- La ville possède bien sûr une église avec une cloche de 1698, typique de la région[57],[58] et un autel en marbre.
- Le monument aux morts[59],[60].
- La Croix de La Garde-Freinet[61],[62].

Patrimoine civil :
- L’ancienne mairie & la prison[63].
- Le Fort-Freinet[64],[65].
- Le lavoir[66],[67].
- Une vieille fontaine se trouve non loin d'un lavoir, entre la place du marché et l'église : La fontaine vieille[68].
- Pont du Moyen Âge sur l'Aille. Le Cannet-des-Maures, entre Le Luc et La Garde Freinet : inscription sur l'inventaire supplémentaire des monuments historiques, par arrêté du 22 juin 1943[69].

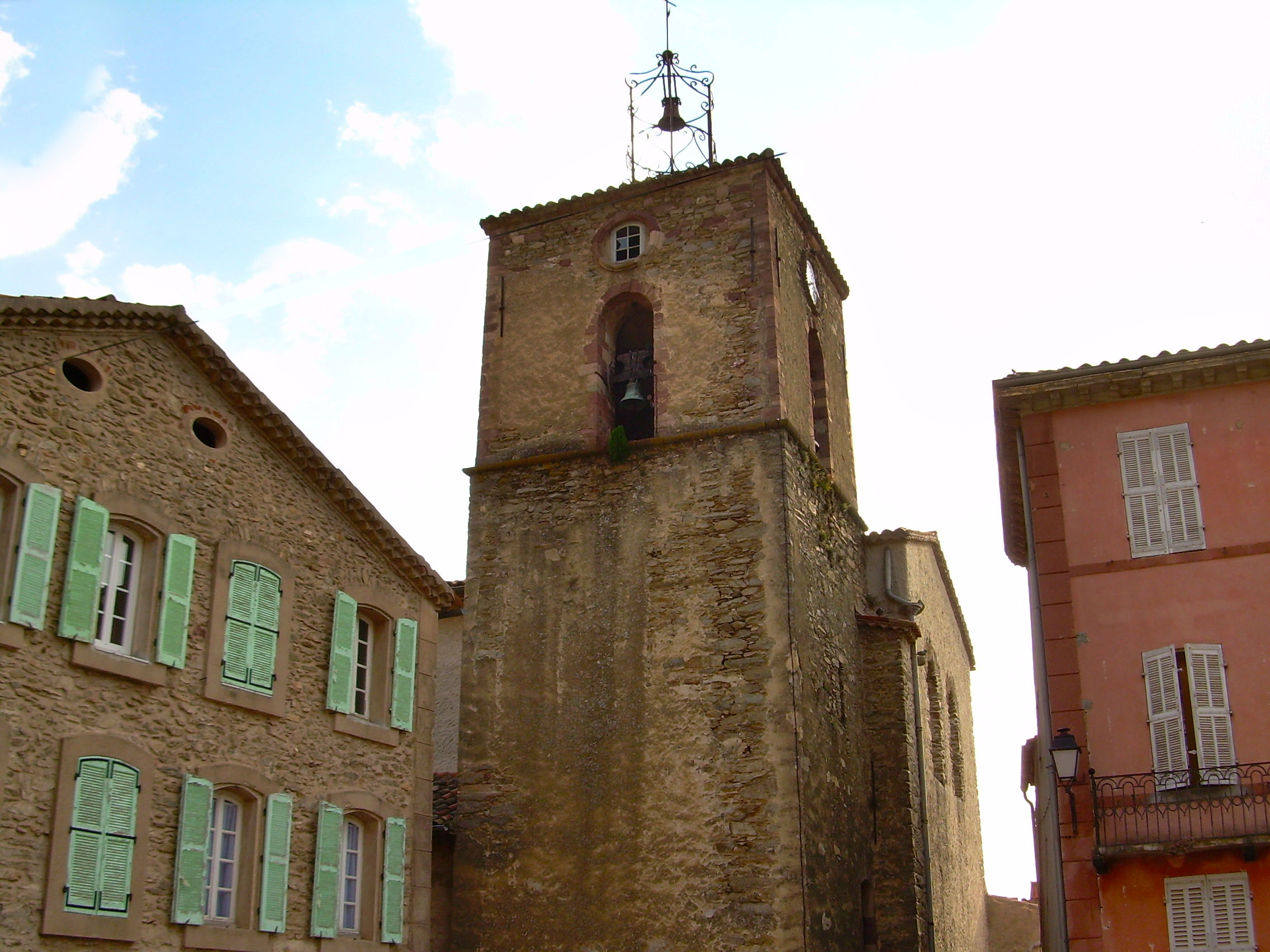
L'église.
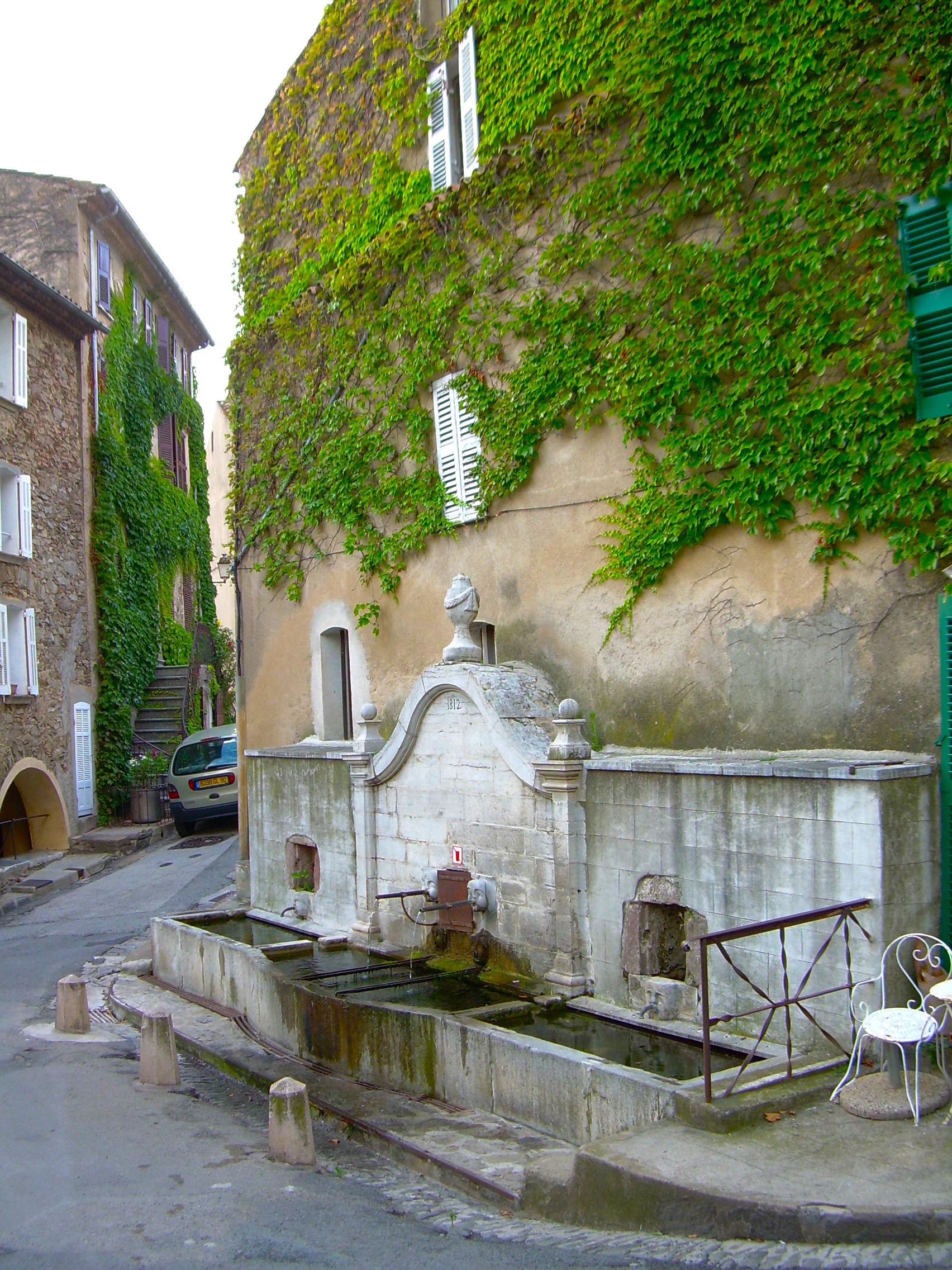
La fontaine.
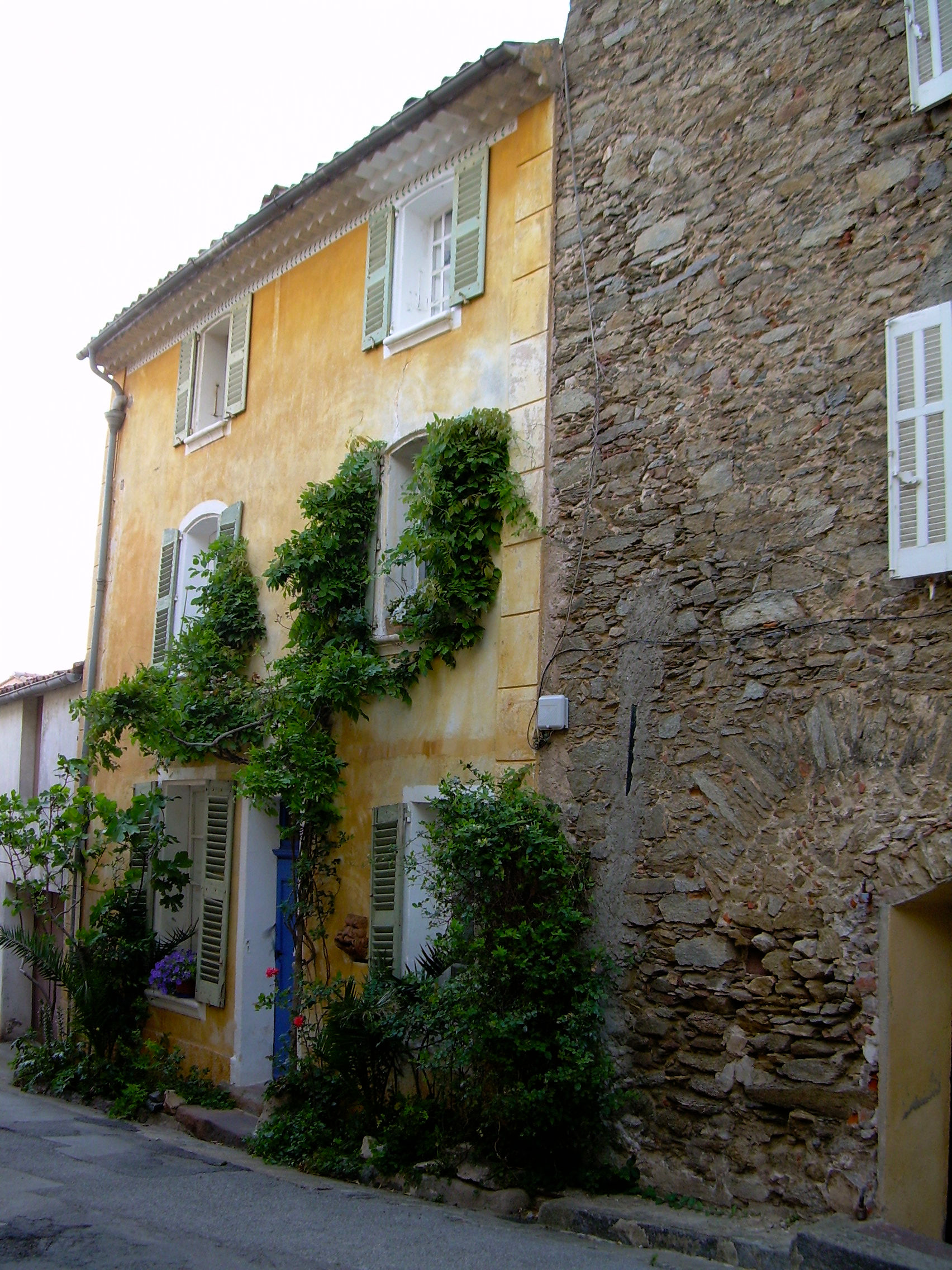
Haut du lavoir.
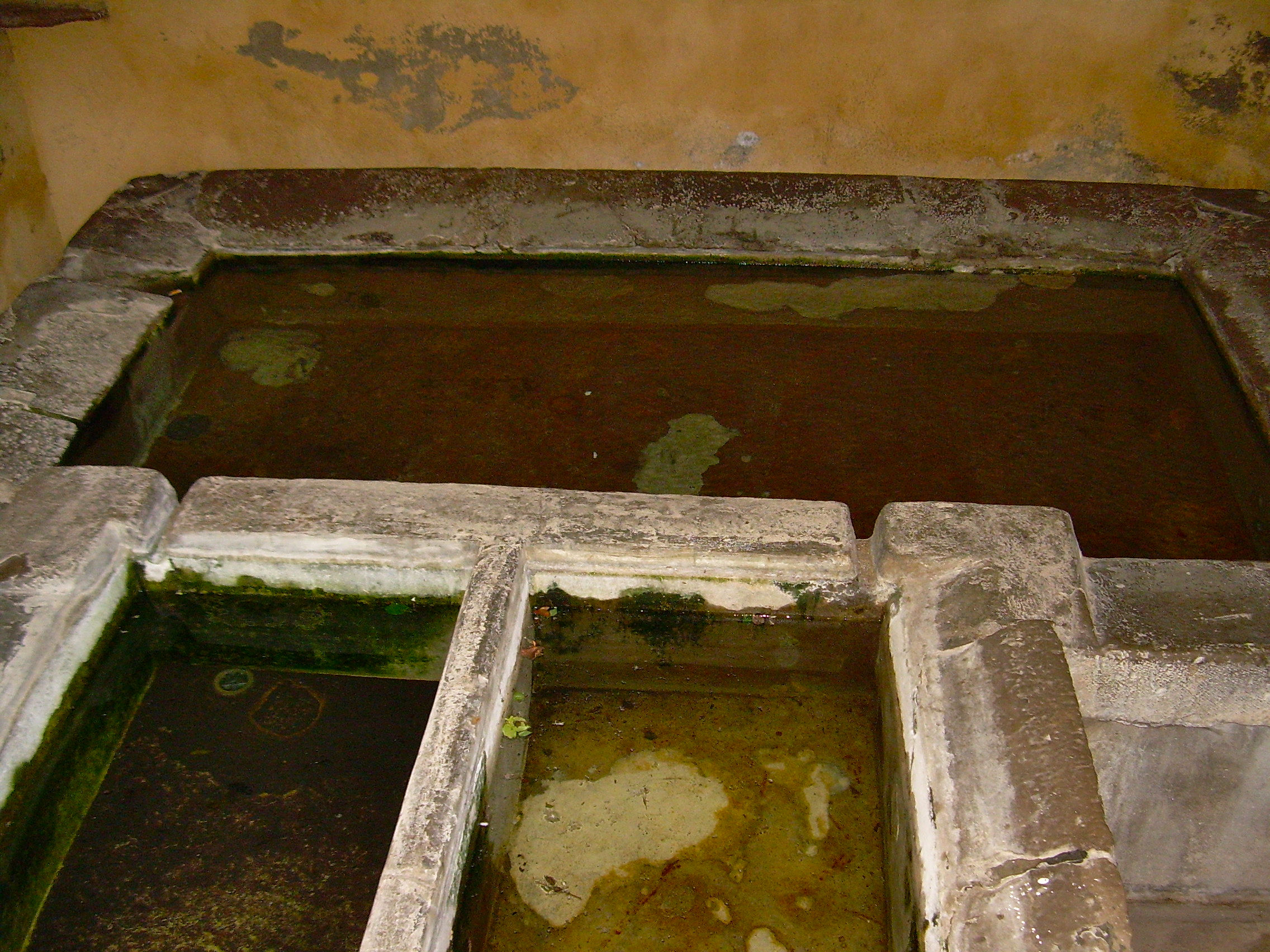
Lavoir.
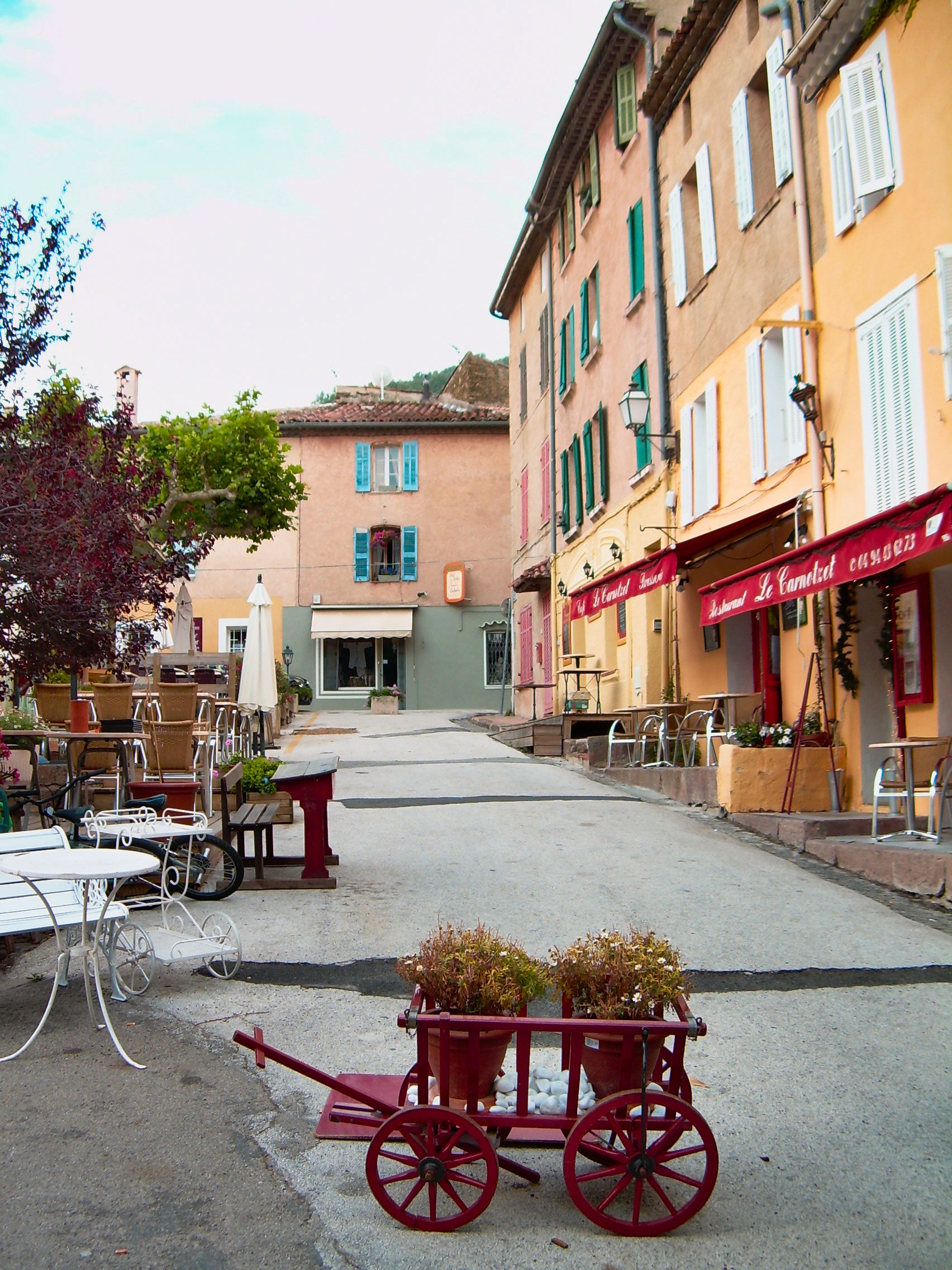
Place du marché.

### Personnalités liées à la commune
- Henri Andréani (1877-1936), acteur et réalisateur, y est né.
- Anna Karina (1940-2019), actrice franco-danoise, a vécu dans ce village.
- Serge Rezvani (né en 1928), peintre et écrivain, a vécu dans ce village.
- Jan Vakowskaï (1932-2006), artiste peintre, a vécu dans ce village.
- Jeanne Moreau (1928-2017), actrice, a vécu dans la commune, à Préverger. Le tournage du film Lumière, dans lequel elle joue a en partie été tourné à Préverger[70]
- André Pousse (1919-2005), acteur, s'y était retiré et ses cendres ont été dispersées dans sa propriété[71].
- Xavier Bohl (né en 1954), architecte et urbaniste, y vit.
- Henri Fille-Lambie, alias Jacques Morlane ou Morlanne (1919-1978), résistant , colonel et fondateur du Service Action.
- François-Régis Bastide (1926-1996), écrivain et ambassadeur.
- Jean Bilski (1954-1976), anarchiste qui assassina le 14 mai 1976 du PDG du Crédit Lyonnais Jacques Chaîne et se suicida juste après, vécut à la Garde Freinet dans les années 1970.
- Eugène Saccomano (1936-2019), journaliste, célèbre commentateur sportif et écrivain en a été conseiller municipal, y a passé sa retraite et y est inhumé.
- Tony Richardson
- Vanessa Redgrave
- Roger Bellon
- Christopher Tolkien
- Henri Fille Lambie dit Jacques Morlanne , colonel de l'armée française , résistant , chef du sevice action du SDECE